# Nainville-les-Roches
Ne doit pas être confondu avec Ninville.
Nainville-les-Roches (prononcé [nɛ̃vil lɛ ʁɔʃ ] ) est une commune française située dans le département de l'Essonne en région Île-de-France.
Ses habitants sont appelés les Nainvillois.

## Géographie

### Situation

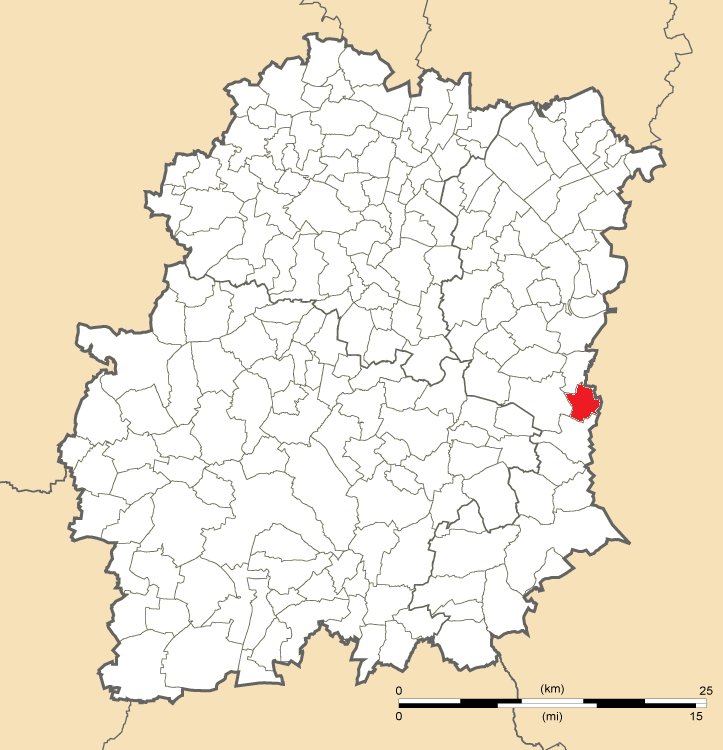
Position de Nainville-les-Roches en Essonne.

Nainville-les-Roches est située à quarante-et-un kilomètres au sud-est de Paris-Notre-Dame, point zéro des routes de France, quinze kilomètres au sud-est d'Évry, onze kilomètres au nord-est de La Ferté-Alais, douze kilomètres au sud-est de Corbeil-Essonnes, douze kilomètres au nord-est de Milly-la-Forêt, vingt kilomètres au sud-est d'Arpajon, vingt-deux kilomètres au sud-est de Montlhéry, vingt-six kilomètres au nord-est d'Étampes, trente kilomètres au sud-est de Palaiseau, trente-six kilomètres à l'est de Dourdan.

### Hydrographie
- La Grande Vidange[13].

### Communes limitrophes
|            | Auvernaux            | Saint-Fargeau-Ponthierry (Seine-et-Marne) |
| Champcueil | Nainville-les-Roches | Saint-Sauveur-sur-École (Seine-et-Marne)  |
|            | Soisy-sur-École      |                                           |

### Climat
Pour des articles plus généraux, voir Climat de l'Île-de-France et Climat de l'Essonne.
En 2010, le climat de la commune est de type climat océanique dégradé des plaines du Centre et du Nord, selon une étude du CNRS s'appuyant sur une série de données couvrant la période 1971-2000. En 2020, Météo-France publie une typologie des climats de la France métropolitaine dans laquelle la commune est exposée à un climat océanique altéré et est dans la région climatique Sud-ouest du bassin Parisien, caractérisée par une faible pluviométrie, notamment au printemps (120 à 150 mm) et un hiver froid (3,5 °C). 
Pour la période 1971-2000, la température annuelle moyenne est de 11,1 °C, avec une amplitude thermique annuelle de 15,5 °C. Le cumul annuel moyen de précipitations est de 671 mm, avec 10,6 jours de précipitations en janvier et 7,5 jours en juillet. Pour la période 1991-2020, la température moyenne annuelle observée sur la station météorologique installée sur la commune est de 11,5 °C et le cumul annuel moyen de précipitations est de 702,3 mm,. Pour l'avenir, les paramètres climatiques de la commune estimés pour 2050 selon différents scénarios d'émission de gaz à effet de serre sont consultables sur un site dédié publié par Météo-France en novembre 2022.
| Mois                                  | jan.             | fév.             | mars            | avril         | mai             | juin          | jui.           | août           | sep.         | oct.            | nov.            | déc.           | année      |
| ------------------------------------- | ---------------- | ---------------- | --------------- | ------------- | --------------- | ------------- | -------------- | -------------- | ------------ | --------------- | --------------- | -------------- | ---------- |
| Température minimale moyenne (°C)     | 1,4              | 1,3              | 3,4             | 4,9           | 8,7             | 11,6          | 14             | 13,5           | 10,2         | 7,7             | 3,8             | 2              | 6,9        |
| Température moyenne (°C)              | 4,1              | 4,8              | 8,1             | 10,2          | 14,3            | 17,5          | 20,1           | 19,7           | 15,7         | 11,8            | 7               | 4,6            | 11,5       |
| Température maximale moyenne (°C)     | 6,7              | 8,2              | 12,8            | 15,5          | 19,8            | 23,3          | 26,3           | 25,9           | 21,1         | 16              | 10,1            | 7,1            | 16,1       |
| Record de froid (°C) date du record   | −20,5 17.01.1985 | −13,3 26.02.1986 | −12,4 01.03.05  | −5 12.04.1986 | −1,5 10.05.1980 | 1,8 04.06.01  | 4,5 17.07.1980 | 2,5 31.08.1986 | 2 29.09.1990 | −4,5 30.10.1985 | −11 24.11.1998  | −11 31.12.1985 | −20,5 1985 |
| Record de chaleur (°C) date du record | 16,5 05.01.1999  | 21,5 24.02.1990  | 25,5 29.03.1989 | 29,3 30.04.05 | 33 27.05.05     | 35,1 20.06.05 | 37,4 19.07.06  | 39 04.08.1990  | 32 04.09.05  | 30,2 01.10.1985 | 20,5 11.11.1995 | 17,2 07.12.00  | 39 1990    |
| Précipitations (mm)                   | 56,7             | 50,5             | 51,7            | 52,7          | 68,4            | 63,3          | 49,8           | 48,6           | 60,1         | 64,2            | 63,6            | 72,7           | 702,3      |

### Voies de communication et transports
La commune est également desservie par la ligne de bus 4308 du réseau de bus Essonne Sud Est.

### Lieux-dits, écarts et quartiers
- La Pointe.

### Occupation des sols simplifiée
Le territoire de la commune se compose en 2017 de 90,18 % d'espaces agricoles, forestiers et naturels, 4,22  % d'espaces ouverts artificialisés et 5,6 % d'espaces construits artificialisés.

## Urbanisme

### Typologie
Au 1er janvier 2024, Nainville-les-Roches est catégorisée bourg rural, selon la nouvelle grille communale de densité à sept niveaux définie par l'Insee en 2022.
Elle est située hors unité urbaine. Par ailleurs la commune fait partie de l'aire d'attraction de Paris, dont elle est une commune de la couronne,. Cette aire regroupe 1 929 communes,.

## Toponymie
L'origine du nom du lieu est peu connue. La commune fut créée en 1793 avec le simple nom de Nainville, la mention les-Roches fut ajoutée en 1909. petit village

## Histoire
Les seigneurs de Boisse en étaient propriétaires vers 1724.
Marie Jérôme Chevalier, comte de Cély, maréchal des camps et armées du Roy, seigneur de Cély, Saint-Germain, Soisy-sur-École, Nainville-les-Roches et dépendances. Vers 1818, la comtesse d'Astary, fille du comte de Cély, se marie avec le général René Savary, créé duc de Rovigo en 1808. Le duc de Rovigo était ministre de la police générale à l'époque. Il acheta le domaine de Nainville en fructidor de l'an X. Il fit démolir le château construit par monsieur Quinette et en fit construire un nouveau.
À la mort du général Savary, le château est racheté par  Louis César Auguste Margueritte, puis par le comte Meyer Joseph Cahen d'Anvers, maire de 1866 à 1881. Son fils Louis Cahen d'Anvers en hérita et vendit le château à monsieur Alfred Carez et à son épouse née Onfroy, en juin 1883.
Léon Carez, son fils, marié avec Mlle Margueritte, est maire du village de 1888 à 1932.
Le village qui s'appelait Nainville, devint Nainville-les-Roches en 1908.
Une ligne de chemin de fer reliant Étampes à Milly fut construite et ouverte le 8 juin 1912, et fut fermée le 1er juillet 1949.
Léon Carez, démolit le château vers 1922 et construit de 1922 à 1924 celui que l'on peut voir aujourd'hui. Il est de style Louis XIII.
En 1926, première création de corps de pompiers (10 personnes).
Le 25 mars 1948, les héritiers, M. Edward Hüffer, époux de Hélène Carez (1885-†1918) et ses enfants, vendent le château au syndicat des Fondeurs de France qui voulait en faire une colonie de vacances. Mais le projet n'aboutit pas, et l'État racheta le château le 12 juin 1953 pour en faire l'Inesc qui devint l'ENSOSP en 2004.
Du 8 au 12 juillet 1983, c'est au château de Nainville-les Roches que s'ouvre la table ronde de négociations entre les protagonistes de Nouvelle-Calédonie : le secrétaire d'État aux DOM-TOM y réunit les deux délégations, celle du Front indépendantiste (futur FLNKS), conduite par Jean-Marie Tjibaou, et celle dite "loyaliste", résolument opposée à l'indépendance et conduite par le leader du RPCR Jacques Lafleur.
Le château a été vendu par l'État fin décembre 2008, mais il n'est pas habité et n'est plus entretenu.

## Politique et administration

### Politique locale
La commune de Nainville-les-Roches est rattachée au canton de Mennecy, représenté par les conseillers départementaux Patrick Imbert (UMP) et Caroline Parâtre (UMP), à l'arrondissement d’Évry et à la deuxième circonscription de l'Essonne.
La commune de Nainville-les-Roches est enregistrée au répertoire des entreprises sous le code SIREN 219 104 411. Son activité est enregistrée sous le code APE 8411Z.

### Tendances et résultats politiques
Élections présidentielles, résultats des deuxièmes tours :
- Élection présidentielle de 2002 : 77,35 % pour Jacques Chirac (RPR), 22,65 % pour Jean-Marie Le Pen (FN), 83,67 % de participation[29].
- Élection présidentielle de 2007 : 61,81 % pour Nicolas Sarkozy (UMP), 38,19 % pour Ségolène Royal (PS), 93,97 % de participation[30].
- Élection présidentielle de 2012 : 55,63 % pour Nicolas Sarkozy (UMP), 44,37 % pour François Hollande (PS), 84,62 % de participation[31].

Élections législatives, résultats des deuxièmes tours :
- Élections législatives de 2002 : 60,00 % pour Franck Marlin (UMP), 40,00 % pour Gérard Lefranc (PCF), 57,48 % de participation[32].
- Élections législatives de 2007 : 50,00 % pour Franck Marlin (UMP) élu au premier tour, 25,71 % pour Marie-Agnès Labarre (PS), 66,98 % de participation[33].
- Élections législatives de 2012 : 54,23 % pour Franck Marlin (UMP), 45,77 % pour Béatrice Pèrié (PS), 60,23 % de participation[34].

Élections européennes, résultats des deux meilleurs scores :
- Élections européennes de 2004 : 23,61 % pour Harlem Désir (PS), 19,44 % pour Patrick Gaubert (UMP), 47,91 % de participation[35].
- Élections européennes de 2009 : 27,54 % pour Michel Barnier (UMP), 15,94 % pour Harlem Désir (PS), 41,84 % de participation[36].
- Élections européennes de 2014 : 38,60 % pour Aymeric Chauprade (FN), 15,20 % pour Alain Lamassoure (UMP), 49,19 % de participation[37].

Élections régionales, résultats des deux meilleurs scores :
- Élections régionales de 2004 : 51,31 % pour Jean-Paul Huchon (PS), 37,78 % pour Jean-François Copé (UMP), 66,64 % de participation[38].
- Élections régionales de 2010 : 50,33 % pour Jean-Paul Huchon (PS), 49,67 % pour Valérie Pécresse (UMP), 48,38 % de participation[39].

Élections cantonales, résultats des deuxièmes tours :
- Élections cantonales de 2001 : données manquantes.
- Élections cantonales de 2008 : 56,29 % pour Patrick Imbert (UMP), 43,71 % pour Christian Richomme (PS), 46,63 % de participation[40].

Élections municipales, résultats des deuxièmes tours :
- Élections municipales de 2001 : données manquantes.
- Élections municipales de 2008 : 209 voix pour Frédéric Mouret (?), 208 voix pour Frédéric Yachenko (?), 69,09 % de participation[41].

Référendums :
- Référendum de 2000 relatif au quinquennat présidentiel : 66,99 % pour le Oui, 33,01 % pour le Non, 36,21 % de participation[42].
- Référendum de 2005 relatif au traité établissant une Constitution pour l'Europe : 55,70 % pour le Non, 44,30 % pour le Oui, 75,40 % de participation[43].

### Jumelages
La commune de Nainville-les-Roches n'a développé aucune association de jumelage.

## Population et société

### Démographie

#### Évolution démographique
L'évolution du nombre d'habitants est connue à travers les recensements de la population effectués dans la commune depuis 1793. Pour les communes de moins de 10 000 habitants, une enquête de recensement portant sur toute la population est réalisée tous les cinq ans, les populations de référence des années intermédiaires étant quant à elles estimées par interpolation ou extrapolation. Pour la commune, le premier recensement exhaustif entrant dans le cadre du nouveau dispositif a été réalisé en 2004.

En 2022, la commune comptait 521 habitants, en évolution de +14,76 % par rapport à 2016 (Essonne : +2,89 %, France hors Mayotte : +2,11 %).
| 1793 | 1800 | 1806 | 1821 | 1831 | 1836 | 1841 | 1846 | 1851 |
| ---- | ---- | ---- | ---- | ---- | ---- | ---- | ---- | ---- |
| 138  | 160  | 164  | 121  | 152  | 150  | 123  | 132  | 142  |

| 1856 | 1861 | 1866 | 1872 | 1876 | 1881 | 1886 | 1891 | 1896 |
| ---- | ---- | ---- | ---- | ---- | ---- | ---- | ---- | ---- |
| 129  | 119  | 123  | 130  | 128  | 127  | 202  | 131  | 149  |

| 1901 | 1906 | 1911 | 1921 | 1926 | 1931 | 1936 | 1946 | 1954 |
| ---- | ---- | ---- | ---- | ---- | ---- | ---- | ---- | ---- |
| 143  | 135  | 169  | 167  | 198  | 185  | 151  | 168  | 192  |

| 1962 | 1968 | 1975 | 1982 | 1990 | 1999 | 2004 | 2006 | 2009 |
| ---- | ---- | ---- | ---- | ---- | ---- | ---- | ---- | ---- |
| 178  | 203  | 262  | 300  | 418  | 457  | 502  | 498  | 446  |

| 2014 | 2019 | 2022 | - | - | - | - | - | - |
| ---- | ---- | ---- | - | - | - | - | - | - |
| 463  | 503  | 521  | - | - | - | - | - | - |

#### Pyramide des âges
En 2018, le taux de personnes d'un âge inférieur à 30 ans s'élève à 34,8 %, soit en dessous de la moyenne départementale (39,9 %). À l'inverse, le taux de personnes d'âge supérieur à 60 ans est de 22,5 % la même année, alors qu'il est de 20,1 % au niveau départemental.
En 2018, la commune comptait 236 hommes pour 251 femmes, soit un taux de 51,54 % de femmes, légèrement supérieur au taux départemental (51,02 %).
Les pyramides des âges de la commune et du département s'établissent comme suit.
| Hommes | Classe d’âge | Femmes |
| ------ | ------------ | ------ |
| 0,0    | 90 ou +      | 0,4    |
| 5,7    | 75-89 ans    | 5,4    |
| 17,2   | 60-74 ans    | 16,2   |
| 20,1   | 45-59 ans    | 23,6   |
| 22,5   | 30-44 ans    | 19,3   |
| 17,2   | 15-29 ans    | 17,4   |
| 17,2   | 0-14 ans     | 17,8   |

| Hommes | Classe d’âge | Femmes |
| ------ | ------------ | ------ |
| 0,5    | 90 ou +      | 1,4    |
| 5,4    | 75-89 ans    | 7,2    |
| 12,9   | 60-74 ans    | 13,9   |
| 20     | 45-59 ans    | 19,4   |
| 19,9   | 30-44 ans    | 20,1   |
| 20     | 15-29 ans    | 18,2   |
| 21,3   | 0-14 ans     | 19,8   |

### Enseignement
Les élèves de Nainville-les-Roches sont rattachés à l'académie de Versailles. La commune dispose d'une école élémentaire publique.

### Sports

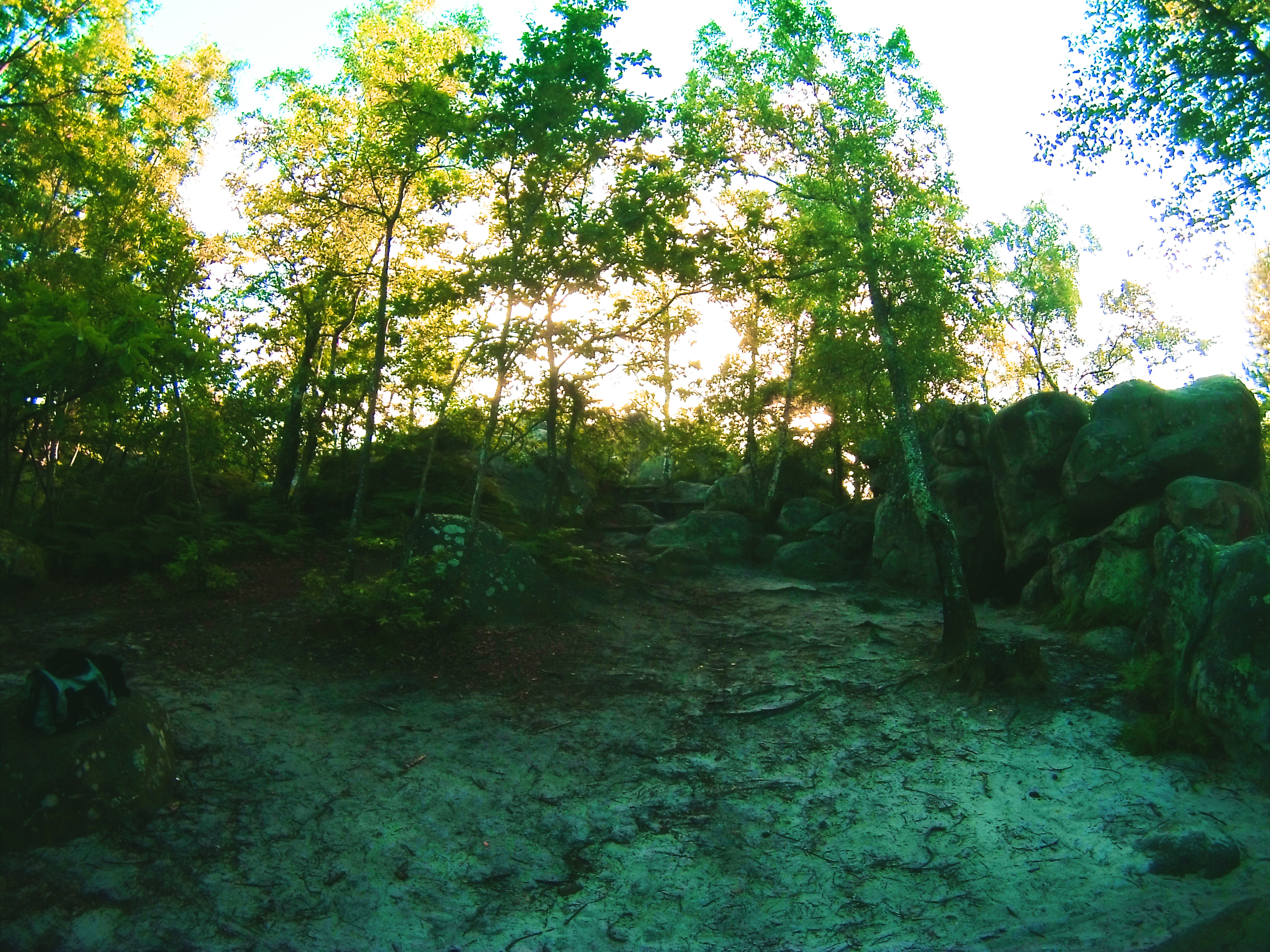
Circuit de bloc dans la forêt de Nainville-les-Roches.

La forêt de Nainville-les-Roches faisant partie du parc naturel régional du Gâtinais français (tout comme la forêt de Fontainebleau), la présence de blocs de grès est propice à la pratique de l'escalade de bloc. Le secteur de Nainville-les-Roches se compose de 414 blocs répartis en 9 circuits balisés à l'aide d'un code couleur correspondant à des cotations allant du 2 (pour enfants ou débutants) au 8b. Le marquage ainsi que l'entretien des blocs est assuré par l'association de bénévoles « Amis des rochers de Beauvais ».

### Lieux de culte
La paroisse catholique de Nainville-les-Roches est rattachée au secteur pastoral de La Ferté-Alais-Val d'Essonne et au diocèse d'Évry-Corbeil-Essonnes. Elle dispose de l'église Saint-Lubin.

### Médias
L'hebdomadaire Le Républicain relate les informations locales. La commune est en outre dans le bassin d'émission des chaînes de télévision France 3 Paris Île-de-France Centre, IDF1 et Téléssonne intégré à Télif.

## Économie

### Emplois, revenus et niveau de vie (2006)
En 2006, le revenu fiscal médian par ménage était de 22 703 €, ce qui plaçait la commune au 1 074e rang parmi les 30 687 communes de plus de cinquante ménages que compte le pays et au quatre-vingt-dix-huitième rang départemental.
| Répartition des emplois par catégories socioprofessionnelles en 2006. |              |                                           |                                                   |                            |                          |                           |
|                                                                       | Agriculteurs | Artisans, commerçants, chefs d’entreprise | Cadres et professions intellectuelles supérieures | Professions intermédiaires | Employés                 | Ouvriers                  |
| Nainville-les-Roches                                                  | -            | -                                         | -                                                 | -                          | -                        | -                         |
| Zone d’emploi d’Évry                                                  | 0,3 %        | 4,0 %                                     | 20,2 %                                            | 29,6 %                     | 28,2 %                   | 17,7 %                    |
| Moyenne nationale                                                     | 2,2 %        | 6,0 %                                     | 15,4 %                                            | 24,6 %                     | 28,7 %                   | 23,2 %                    |
| Répartition des emplois par secteurs d’activités en 2006.             |              |                                           |                                                   |                            |                          |                           |
|                                                                       | Agriculture  | Industrie                                 | Construction                                      | Commerce                   | Services aux entreprises | Services aux particuliers |
| Nainville-les-Roches                                                  | -            | -                                         | -                                                 | -                          | -                        | -                         |
| Zone d’emploi d’Évry                                                  | 0,9 %        | 13,5 %                                    | 5,4 %                                             | 14,6 %                     | 16,2 %                   | 6,9 %                     |
| Moyenne nationale                                                     | 3,5 %        | 15,2 %                                    | 6,4 %                                             | 13,3 %                     | 13,3 %                   | 7,6 %                     |
| Sources : Insee,                                                      |              |                                           |                                                   |                            |                          |                           |

## Culture locale et patrimoine

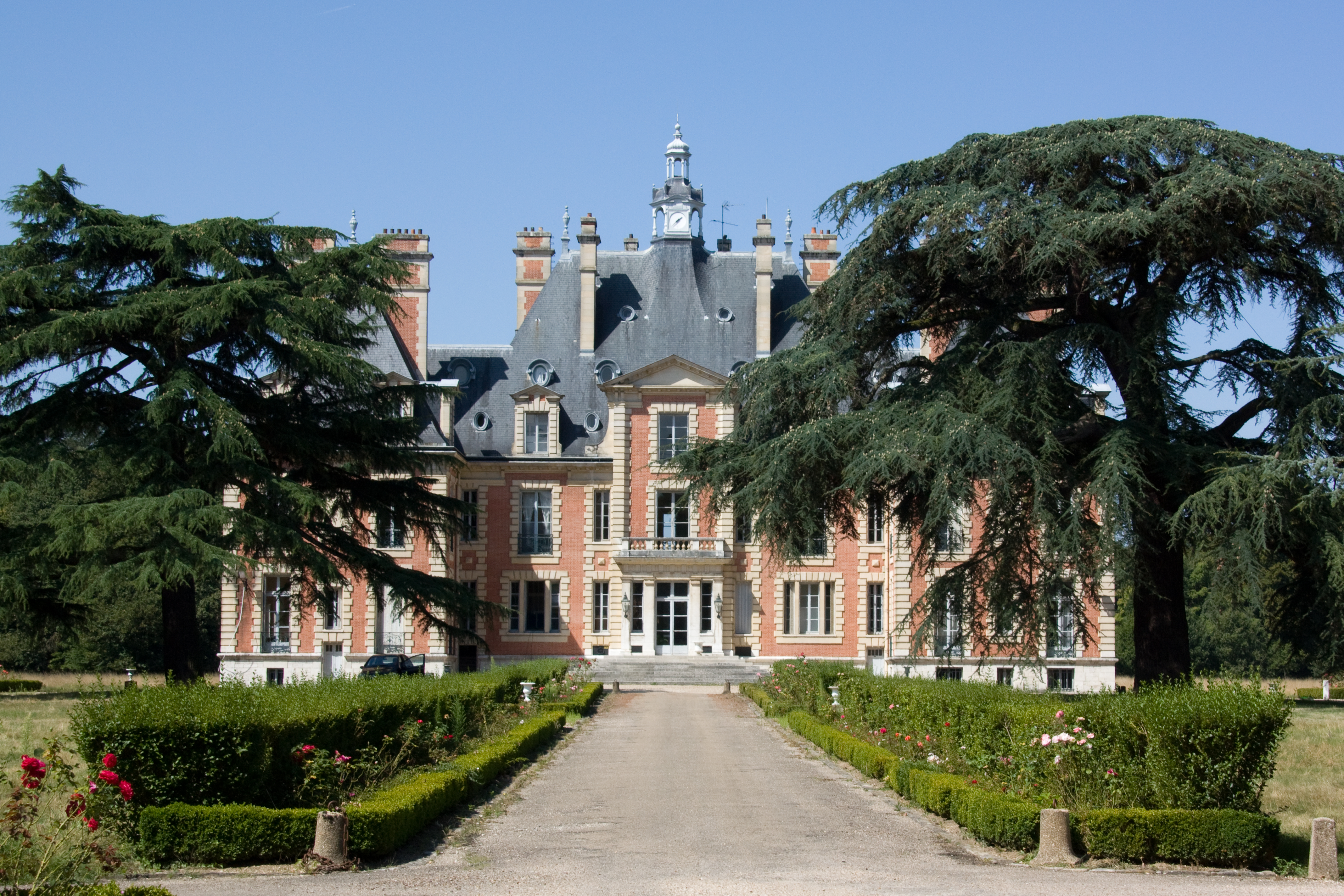
Le château de Nainville-les-Roches.

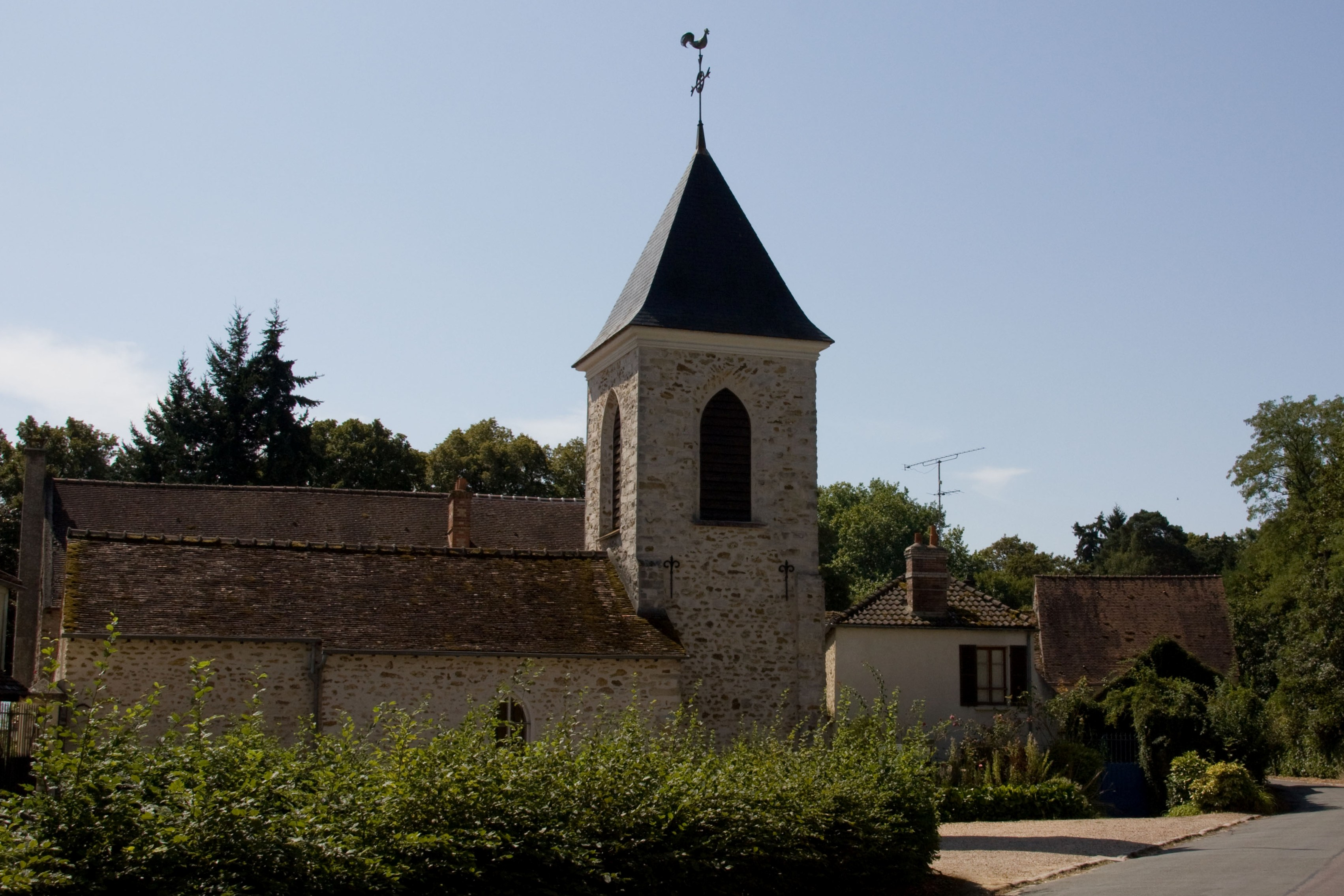
L'église Saint-Lubin.

### Lieux et monuments
- Le château de Nainville-les-Roches.

Construit au XIXe siècle dans un style Louis XIII, il fut la propriété de l'État jusqu'en 2007 et abrita pendant trente ans l'École nationale supérieure des officiers de sapeurs-pompiers (ENSOSP). Celle-ci a été fermée le 28 juin 2007.
La propriété a été vendue en décembre 2008.
- L'église Saint-Lubin qui date du XIXe siècle.
- Deux bunkers datant de la seconde guerre mondiale aux abords du château.

### Patrimoine environnemental
Les bois au sud du territoire ont été recensés au titre des espaces naturels sensibles par le conseil départemental de l'Essonne.

### Personnalités liées à la commune
Différents personnages publics sont nés, décédés ou ont vécu à Nainville-les-Roches :
- Jean Gagé (1902-1986), historien, y est né ;
- Yannick Noah (1960-), tennisman et chanteur, y vécut.